# Moeng
Moeng is een dorp in het district Central in Botswana. De plaats telt 11 inwoners (2011).